# عدالت قشلاقی
عدالت قشلاقی یک روستا در ایران است که در دهستان اجارود شمالی واقع شده‌است. عدالت قشلاقی ۹۳ نفر جمعیت دارد.